# Joseph Bandabla Dauda

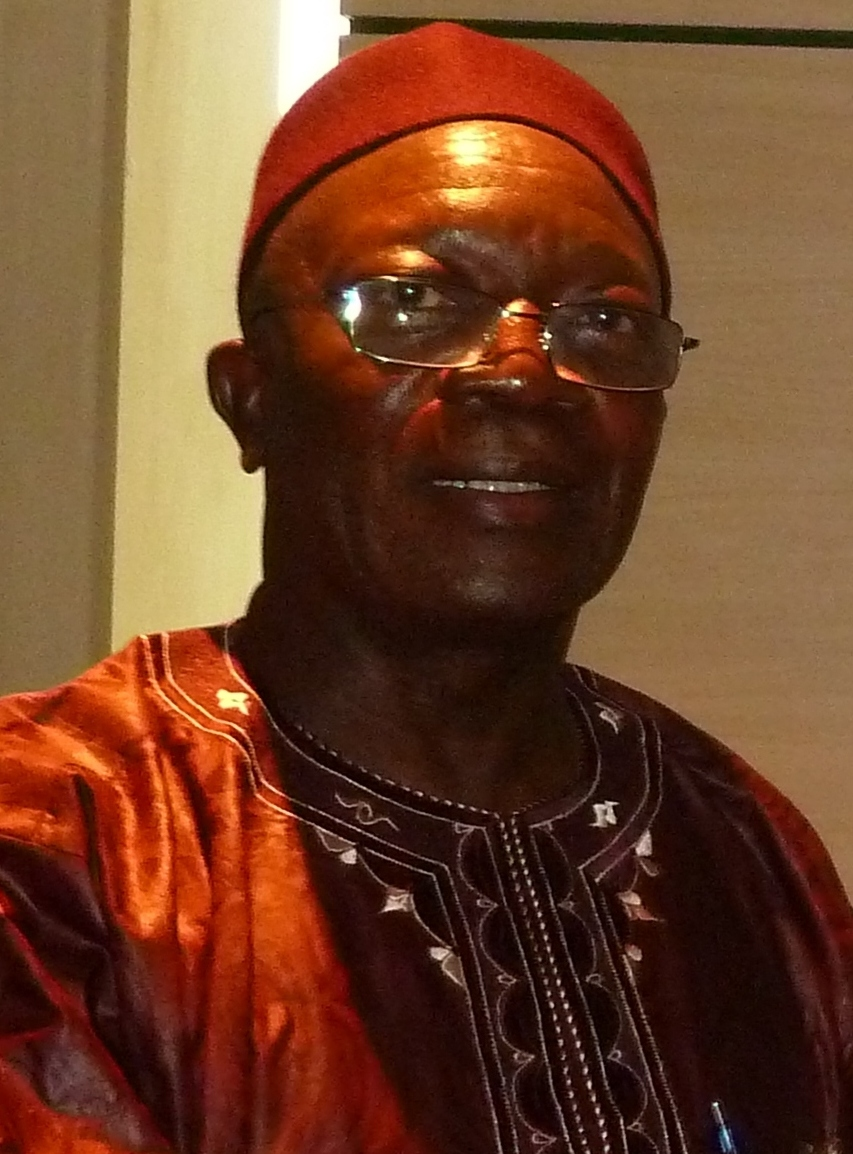
Dauda (2011)

Joseph Bandabla Dauda, meist nur J B Dauda (* 24. Dezember 1942; † 1. Juni 2017 in Accra, Ghana), war ein sierra-leonischer Politiker. 

## Bildungsweg
Duda studierte von 1964 bis 1967 am Fourah Bay College Geschichte. Es zog ihn dann bis 1969 an das King’s College London der University of London, wo er ebenfalls Geschichte studierte.

## Beruflicher Werdegang
Dauda  arbeitete von 1972 bis 1986 in einer Anwaltskanzlei. Bei der Parlamentswahl 1986 gewann er für Kenema einen Sitz im Parlament, den er bis 1992 innehatte.
Von 1987 bis 1988 war er Staatsminister, Justizminister und Attorney-General und anschließend bis September 1991 Handelsminister. Dauda war unter Siaka Stevens von November 1991 bis April 1992 2. Vizepräsident seines Heimatlandes und gleichzeitig Justizminister und Attorney-General. 2002 bekleidete er das Amt des Finanzministers, von 2010 bis 2012 das des Außenministers und anschließend bis 2016 das des Innenministers.
2005 versuchte Dauda Präsident der Sierra Leone People’s Party (SLPP) zu werden, unterlag aber deutlich gegen Solomon Berewa, Charles Margai und Julius Maada Bio. Wenig später wurde er als Finanzminister entlassen. 2010 wurde Dauda von der All People’s Congress als Minister nominiert, was zu seinem umgehenden Ausschluss aus der SLPP führte.